# Лю Хао (гребец)
Лю Хао (кит. трад. 刘浩, пиньинь Liú Hào; род. 1993, Юньнань) — китайский гребец на каноэ, олимпийский чемпион летних Олимпийских игр 2024 года, двукратный серебряный призёр летних Олимпийских игр 2020 года, чемпион мира, чемпион Азиатских игр 2018 года. Участник летних Олимпийских игр 2020 и 2024 годов.

## Карьера
На летних Азиатских играх в 2018 году в Индонезии, Лю Хао стал победителем в заездах на каноэ-двойках на дистанции 1000 метров.
В 2019 году в Венгрии на чемпионате мира китайский спортсмен завоевал золотую медаль в каноэ-двойках на дистанции 1000 метров.
В 2021 году принял участие в летних Олимпийских играх в Токио. Завоевал две серебряные медали, удачно выступив в каноэ-одиночках и в каноэ-двойках на дистанции 1000 метров.
В 2022 году, на чемпионате мира в Канаде китаец завоевал ещё две медали, взяв серебро в каноэ-двойках на 1000 метров и бронзу в каноэ-двойках на 500 метров.
На летних Олимпийских играх 2024 года в Париже китайская пара завоевала олимпийское чемпионство в каноэ-двойках на дистанции 500 метров. Партнёром Лю был Чжи Бовэнь.